# Vera Yevstafievna Popova
Vera Yevstafievna Popova, nhũ danh Vera Bogdanovskaya (Вера Евстафьевна Попова; 17 tháng 9 năm 1867 – 8 tháng 5 năm 1896) là một nhà hóa học người Nga. Cô là một trong những nhà hóa học nữ đầu tiên ở Nga, và là nữ tác giả người Nga đầu tiên của sách giáo khoa hóa học. Cô "có lẽ đã trở thành người phụ nữ đầu tiên chết vì sự nghiệp hóa học" do một vụ nổ trong phòng thí nghiệm.

## Ban đầu và giáo dục
Vera Bogdanovskaya sinh năm 1868 tại Saint Petersburg. Cha cô, Evstafy Ivanovich Bogdanovsky, là giáo sư phẫu thuật. Cha mẹ cho ba đứa con của họ tự học ở nhà. Năm 1878, khi 11 tuổi, Popova bắt đầu học tại Học viện Smolny. Bắt đầu từ năm 1883, Bogdanovskaya dành bốn năm tại Bestuzhev Courses và sau đó, cô làm việc trong vòng hai năm tại phòng thí nghiệm thuộc Học viện Khoa học và Học viện Phẫu thuật Quân sự. Năm 1889, Bogdanovskaya rời Nga đến Thụy Sĩ, ở đó cô theo học tiến sĩ hóa học tại Đại học Geneva. Bogdanovskaya bảo vệ nghiên cứu của mình về hợp chất dibenzyl ketone vào năm 1892. Bogdanovskaya muốn nghiên cứu trên hợp chất HCP (methylidynephosphane), nhưng tiến sĩ hướng dẫn, Giáo sư Carl Gräbe, đã thuyết phục cô tập trung nghiên cứu dibenzyl ketone. Cô cũng làm việc với Tiến sĩ Philippe Auguste Guye ở Geneva, người đang nghiên cứu về hóa học lập thể.

## Sự nghiệp

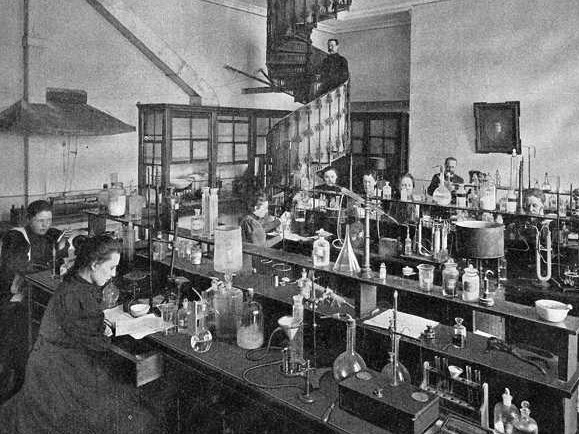
Các sinh viên tại phòng thí nghiệm hóa học của Bestuzhev.

Bogdanovskaya trở lại Saint Petersburg năm 1892 để làm việc tại Bestuzhev Courses, nơi cô dạy hóa học. Đây là một tổ chức được thành lập vào năm 1878 nhằm khuyến khích phụ nữ Nga ở Nga học tập. Popova làm trợ giảng cho Giáo sư L'vov dạy các khóa học đầu tiên về hóa học lập thể. Danh tiếng của Bogdanovskaya là một giảng viên và giảng dạy kiến thức đã giúp cô viết cuốn sách đầu tiên của mình, cuốn sách giáo khoa hóa học cơ bản. Popova viết các bài phê bình, dịch các bài báo học thuật về hóa học và cùng với giáo sư của mình, xuất bản các tác phẩm của Alexander Butlerov (qua đời năm 1886). Trong khoảng thời gian từ 1891 đến 1894, Popova đã xuất bản một số bài báo dựa trên luận án tiến sĩ của chính cô.
Không chỉ là một nhà hóa học, Popova cũng quan tâm đến côn trùng học, viết lách và ngôn ngữ. Năm 1889, cô đã xuất bản một mô tả công việc với những con ong. Bogdanovskaya xuất bản truyện ngắn do mình sáng tác và bản dịch các tác phẩm truyện ngắn của nhà văn Pháp Guy de Maupassant.

## Cuộc sống cá nhân
Bogdanovskaya rời Saint Petersburg và kết hôn với Tướng Jacob Kozmich Popov vào năm 1895. Ông lớn tuổi hơn cô và là giám đốc của một nhà máy thép quân đội, và bà yêu cầu ông xây dựng một phòng thí nghiệm nơi bà có thể tiếp tục nghiên cứu hóa học. Họ sống ở Izhevskii Zavod, một thị trấn dưới sự kiểm soát của quân đội chuyên sản xuất vũ khí. Có ý kiến cho rằng cuộc hôn nhân của Bogdanovskaya có thể là một trong những điều thuận tiện, vì người ta biết rằng phụ nữ Nga đôi khi kết hôn chỉ để thoát khỏi những quy ước của xã hội.

## Cái chết
Popova qua đời vào ngày 8 tháng 5 năm 1896 (Lịch Gregorian; 26 tháng 4 theo Lịch Julian), (ngày chết đôi khi được đưa ra là năm 1897 trong các nguồn tiếng Anh) do một vụ nổ xảy ra trong khi cô đang cố gắng tổng hợp HC≡P (methylidynephosphane), một hóa chất tương tự như hydro xyanua. Popova mất năm 28 tuổi.

### Hậu quả
HC≡P, hóa chất mà cô đang cố gắng tổng hợp tại thời điểm cô qua đời, đã không được tạo thành công cho đến năm 1961 từ phosphat và carbon. Nó cực kỳ dễ cháy và trùng hợp dễ dàng ở nhiệt độ trên 120 °C. 'Điểm ba' của nó là −124 °C và nó tự bốc cháy ngay cả ở nhiệt độ thấp khi tiếp xúc với không khí.

## Di sản
Popova đã được vinh danh trên Tạp chí của Hiệp hội Hóa học Vật lý Nga. Một cáo phó ngắn hơn xuất hiện trên tạp chí Nature và một thông báo ngắn gọn trên tạp chí Science của Mỹ. Một báo cáo của nhà hóa học Vladimir Ipatieff cho rằng cô có thể đã bị đầu độc bởi thí nghiệm của mình hoặc đã tự tử, nhưng quan điểm này không được các báo cáo khác ủng hộ.
Popova được ghi nhận với việc phân loại dibenzyl ketone. Điều này đặt nền tảng cho nhựa acrylic tổng hợp được tạo ra từ acetone cyanohydrin.